# 荷兰国家男子冰球队
荷兰国家男子冰球队是代表荷兰出戰的国家男子冰球队。截至2022年4月，荷兰在國際冰總世界排名中排名第24位，目前正在参加世界冰球錦標賽第二級比賽。荷兰参加了1980年奥运会冰球比赛。然后他们参加了1981年世界冰球锦标赛的A组比赛。

## 外部鏈接
- 官方网站
- IIHF profile （页面存档备份，存于）